# Xiangshui
Xiangshui (响水县,  Xiǎngshuǐ Xiàn) ist ein Kreis der bezirksfreien Stadt Yancheng in der chinesischen Provinz Jiangsu an der Ostküste des Landes. Er hat eine Fläche von 1.461 Quadratkilometern und zählt 509.880 Einwohner (Stand: Zensus 2010). Sein Hauptort ist die Großgemeinde Xiangshui.

## Administrative Gliederung
Auf Gemeindeebene setzt sich der Kreis aus acht Großgemeinden, einer Staatsfarm, einer Staatssaline und einem Erschließungsgebiet zusammen. Diese sind:
- Großgemeinde Xiangshui (响水镇);
- Großgemeinde Chenjiagang (陈家港镇);
- Großgemeinde Dayou (大有镇);
- Großgemeinde Huangwei (黄圩镇);
- Großgemeinde Nanhe (南河镇);
- Großgemeinde Shuanggang (双港镇);
- Großgemeinde Xiaojian (小尖镇);
- Großgemeinde Yunhe (运河镇);
- Staatsfarm Huanghai (黄海农场);
- Staatliche Saline Guandong (灌东盐场);
- Kreis-Erschließungsgebiet (县开发区).

## Wirtschaft
Traditionell wurde in der Region Salz gewonnen, heutzutage ist der Kreis ein bedeutender Standort der Landwirtschaft, die etwa 30 % der Wirtschaft und des Einkommens ausmacht. Hauptsächlich vertriebene Güter sind Reis, Baumwolle, Früchte, Vieh und Gemüse. Darüber hinaus werden über 200 Meeresfrüchte produziert, vor allem Fisch, Krabben und Shrimps. Die Industrie ist noch unterentwickelt und konzentriert sich auf Textilien, Chemikalien, Nahrungsmittel und Pharma-Produkte.